# Cordino Esporte Clube
El Cordino Esporte Clube es un equipo de fútbol de Brasil que juega en el Campeonato Brasileño de Serie D, la cuarta división nacional; y en el Campeonato Maranhense, la primera división del estado de Maranhão. Actualmente se ubica en la posición 181 en la clasificación de la Confederación Brasileña de Fútbol.

## Historia
Fue fundado el 8 de marzo de 2010 en el municipio de Barra do Corda en el estado de Maranhão, y al año siguiente juega por primera vez en el Campeonato Maranhense. En 2017 juega por primera vez en el Campeonato Brasileño de Serie D, donde en su primer partido venció al Santos (AP) por 1-0 el 21 de mayo de 2017.
Un año después juega por primera vez la Copa do Nordeste donde fue eliminado en la primera ronda. En 2023 jugó por primera vez en la Copa de Brasil donde fue eliminado en la primera ronda.